# Pierre de Saint Roman
Pierre de Saint Roman, né le 23 décembre 1891 à Toul et disparu dans l'Atlantique Sud, vers les côtes du Brésil, le 6 mai 1927, est un officier et aviateur français.
Pionnier de la traversée aérienne sans escale de l'Atlantique Sud, il disparait lors de la tentative, sans doute après avoir réussi l'exploit, avec ses deux compagnons, en mai 1927.

## Biographie

### Environnement familial
Né Jacques Raymond Pierre de Serre de Saint Roman, le 23 décembre 1891 à Toul (Meurthe-et-Moselle), où son père est en garnison, il est le septième des neuf enfants d'Émeric de Serre (3e) comte de Saint Roman (1844-1899), chef de bataillon d’infanterie, et de Pauline de Castelbajac (1857-1941). 
Originaire des Cévennes, la famille de Serre de Saint Roman est de la noblesse subsistante de robe (1744), et a donné un pair de France, Alexis-Jacques de Serre de Saint Roman, de nombreux officiers, membres de la Légion d’honneur et de l’Ordre royal et militaire de Saint-Louis.

### La Grande Guerre
Pierre est mobilisé au 10e Hussards en tant que maréchal-des-logis. Il s’illustre dès septembre 1914 à la bataille de l’Aisne, puis sur le front de l'Yser (Belgique) et obtient deux citations. Versé dans l’infanterie à sa demande et affecté au 347e régiment d’infanterie, il est promu sous-lieutenant en mars 1915. A Verdun en juin 1916, il se distingue à nouveau grâce à son « calme imperturbable au combat » et son « énergie » et se voit gratifié de deux citations supplémentaires, dont une à l’ordre de l’Armée : 

« Jeune officier passé dans l'infanterie sur sa demande. Vigoureux, énergique, intelligent, a pris le commandement d'une compagnie dans des circonstances très délicates ; s'est imposé aux hommes par une bravoure allant jusqu'à la témérité. A entraîné vigoureusement sa compagnie à l'attaque d'un village en infligeant à l'ennemi des pertes sérieuses. D'un exemple sans pareil s'est porté en rampant tout le long de la ligne pour recueillir des renseignements précieux pour le développement ultérieur du combat. »

— Ordre n°284 de la XIe Armée, 13.07.1916
 A l’issue de sa belle conduite au feu à Verdun, il est nommé lieutenant.
Renouant avec les missions de renseignement de la cavalerie légère, Pierre se voit confier le commandement du groupe franc de son bataillon, qui lui vaudra une cinquième citation.

### Décorations
- Légion d’honneur : chevalier du 16 juin 1920
- Croix de guerre 1914-1918 : 5 citations (1 à l’ordre de l’Armée, 1 à l’ordre du Corps d’armée, 2 à l’ordre de la Division, 1 à l’ordre du Régiment)
- Médaille interalliée 1914-1918 (Loi du 20 juillet 1922)
- Médaille commémorative de la guerre 1914-1918 (Loi du 23 juin 1920)
- Médaille commémorative de la bataille de Verdun (1916)

### L’appel des airs
Passé au 348e RI après la dissolution du 347e, il demande son affectation dans l’aviation naissante. Elève-pilote en mars 1918, il obtient son brevet (n°15338) à Pau en août de la même année sur Caudron G.3, avec 83 atterrissages et 35 heures de vol.

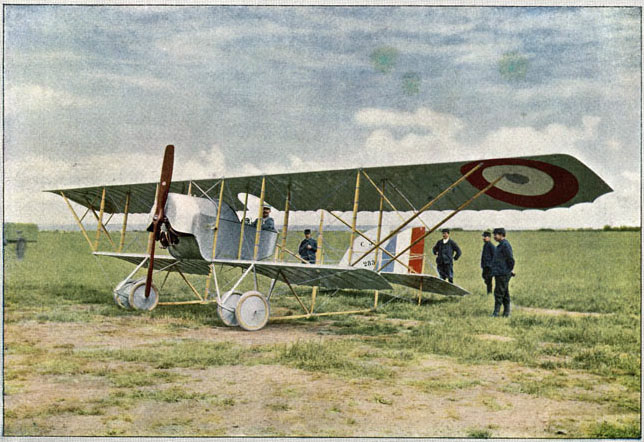
Caudron G3

 Après son école de tir, il n’aura pas le temps de participer aux combats avant l’armistice du 11 novembre 1918. Le commandant de l’école d’aviation militaire de Vineuil consigne dans son dossier :
 

« Officier d’une grande modestie au travers de laquelle percent les plus belles qualités militaires et les sentiments élevés. Caractère droit, en qui on peut avoir toute confiance. D’un dévouement sans borne, le lieutenant de Saint Roman est le militaire dans toute l’acception du terme »

— Commandant Michel Campagne, 1918
A sa sortie, après être passé par l’école de tir de chasse de Biscarosse, il est affecté à l’Escadrille Spa.69 (Groupement de chasse 11). Deux ans plus tard (16.06.1920), il est nommé chevalier de la Légion d’honneur pour faits de guerre.
Dans les atermoiements d’après-guerre des armées de terre et de mer qui se livrent à des luttes picrocholines pour conserver leur tutelle sur l’aviation militaire, Pierre est affecté à des emplois qui ne satisfont pas son besoin de voler et il pressent que l’avenir de l’aéronautique va passer par l’aviation civile. Il demande donc en 1924 un congé sans solde de 3 ans et prend la direction commerciale des établissements d’aviation Descamps. Il demande un renouvellement pour 3 ans de sa mise en disponibilité afin de le mener à bien.

### La traversée de l’Atlantique-Sud

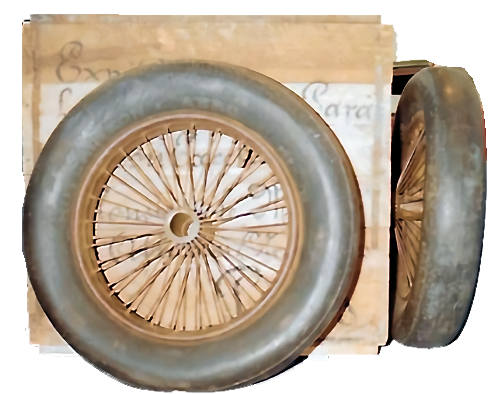
Train d’atterrissage du Farman F.60 Goliath retrouvé au large des côtes brésiliennes (Salon du Bourget, 1977).

Conscient qu’il n’a pas les moyens de ses ambitions, il se rapproche de la première « maison de l’Amérique latine », M.A.Lpour traiter les différents volets diplomatiques, logistiques et financiers de son  projet de traversée de l’Atlantique sud. Un comité Paris-Amérique Latine (P.A.L.) siégeant à Paris est créé pour le financement et l'organisation de l'expédition. La société Farman fournit un avion Goliath équipé de deux moteurs Lorraine-Dietrich. Afin de bénéficier de l’agrément de ce vol, la direction de l’aéronautique impose à la maison Farman d’équiper l’avion de flotteurs. Le coût du transport par bateau de l'appareil en Amérique du Sud étant trop élevé, Saint Roman décide de traverser l'océan Atlantique Sud avec l'avion. Au départ du Bourget, l’appareil est piloté par Maurice Drouhin et embarque Hervé-Marcel Mouneyrès, copilote expérimenté, et le mécanicien Ernest Mathis. A l’étape de Fréjus, on monte les flotteurs sur le Goliath F61. Arrivé à l’étang de Berre, l’équipage procède à des essais réussis en pleine charge. Puis, avec à son bord le journaliste argentin Carlos Del Carril, dépêché par le quotidien La Prensa (Buenos Aires), l’avion gagne Casablanca, où on effectue les derniers préparatifs. Lors du décollage pour rejoindre Agadir, l’avion est heurté par une vague qui occasionne des dégâts à un flotteur, à un des moteurs et au réservoir. Pierre de Saint Roman décide alors de supprimer les flotteurs pour remettre l’appareil sur roues. Les réparations sont réalisées en cale sèche. Cette configuration a l’avantage d’alléger l’avion et de permettre ainsi d’emporter plus de carburant. Mais cette décision va entrainer la suppression de l’agrément du vol. De ce fait, le mécanicien Ernest Mathis se désiste en faveur de Louis Petit  et l'appareil est remis sur roues car plus léger dans cette configuration. L'avion part pour Agadir puis Saint-Louis au Sénégal. Malgré cette interdiction, Pierre de Saint Roman et son équipage décident de partir quand même.

Le 5 mai 1927 à 6 h 30, l'avion décolle ainsi de Saint-Louis avec 4 500 litres de carburant et 300 litres d'huile pour une autonomie de vol de 28 heures alors que la traversée est estimée à 22 heures. Les hommes suivent la côte jusqu'à Dakar où ils prennent une direction sud-ouest. Leurs signaux radios sont captés par trois fois, jusqu'à 10 h 38, puis... plus rien.

Dès le lendemain, les Brésiliens, partent à leur recherche au large de l'archipel Fernando de Noronha, et des îles Saint-Pierre et Saint-Paul selon l'estimation de vol, mais rien n'est repéré.
Un mois et demi plus tard, des pêcheurs brésiliens trouvent en mer au large de l'embouchure de l'Amazone vers Bélem, un radeau comportant un morceau d'aile et les deux roues, parmi d'autres débris. Le journal de Buenos-Aires La Nacion publie la nouvelle qui redonne espoir. Un rapport d’expertise réalisé par deux ingénieurs confirmera que les roues et la plaque associés appartenaient bien au Goliath F61. Il est précisé dans le compte rendu de cette expertise que le démontage des roues n’a pu s’effectuer que sur terre ferme. Des recherches sont alors reprises, mais elles n'aboutissent pas plus que les précédentes.

Le mystère de la disparition de Pierre de Serre de Saint Roman et de son équipage n'a jamais été élucidé.

## Hommages
Une voie de Toulouse porte le nom Allée Pierre de Saint Roman dans le quartier de Montaudran, haut-lieu de l’épopée de l’aéronautique civile française.

Une rue de Fourquevaux dénommée Allée Pierre de Saint Roman a été inaugurée le 15 octobre 2022.

Une plaque en son honneur est apposée sur le bas du monument aux morts de Fourquevaux.
Une rue baptisée Rua Saint Roman, située entre la plage de Copacabana et d'Ipanema, évoque son souvenir à Rio de Janeiro